# Тимченко, Василий Михайлович
Василий Михайлович Тимченко (11 августа 1911, Беловский район — 10 марта 2000, Ростов-на-Дону) — участник Великой Отечественной войны, командир батальона 619-го стрелкового полка (203-я стрелковая дивизия, 53-я армия, 2-й Украинский фронт), капитан. Герой Советского Союза.

## Биография
Родился 11 августа 1911 года в селе Бобрава Российской империи (ныне — Беловского района Курской области) в семье крестьянина. Украинец.
Окончил 7 классов.
В Красной Армии с 1933 года. Окончил курсы младших лейтенантов в 1938 году, курсы «Выстрел» в 1943 году. Член КПСС с 1940 года.
На фронте в Великую Отечественную войну с апреля 1943 года. Воевал на Юго-Западном, 2-м и 3-м Украинских фронтах, участвовал в освобождении Ворошиловграда, Запорожья, Николаева, Одессы, Тирасполя.
Командир батальона 619-го стрелкового полка капитан Василий Тимченко отличился в боях при освобождении Венгрии 25 сентября 1944 года. В критический момент боя в районе села Элек подбил противотанковой гранатой головной танк врага. Воодушевленные примером командира, воины батальона отразили 11 контратак противника, нанеся ему значительный урон в живой силе и технике.
После войны Тимченко продолжал службу в армии. В 1950 году окончил Военную академию имени М. В. Фрунзе. С 1964 года подполковник Тимченко — в запасе.
Жил в Ростове-на-Дону. Работал преподавателем в медицинском институте.
Умер 10 марта 1997 года, похоронен в Ростове-на-Дону.

Могила Тимченко на Северном кладбище Ростова-на-Дону

## Память
- Бюсты Героя установлены в Аллее Героев посёлка Ракитное и на его родине — в селе Бобрава.

## Награды
- Звание Героя Советского Союза присвоено Указом Президиума Верховного Совета СССР 24 марта 1945 года.
- Награждён орденом Ленина, тремя орденами Красного Знамени, орденами Отечественной войны 1 и 2 степеней, двумя орденами Красной Звезды, а также медалями.